# Station Inari
Station Inari (稲荷駅, Inari-eki) is een spoorwegstation in de wijk Fushimi-ku in de Japanse stad  Kyoto. Het wordt aangedaan door de JR Kioto-lijn. Het station heeft twee sporen, gelegen aan twee zijperrons. Het station wordt voornamelijk gebruikt door bezoekers van de Fushimi-Inari-schrijn, die zich direct tegenover het station bevindt.  Het station zelf is in dezelfde stijl als de nabijgelegen schrijn gebouwd.

## Treindienst

### JR West
| 1 | ■ Nara-lijn | richting Kioto             |
| 2 | ■ Nara-lijn | richting Uji, Kizu en Nara |

## Geschiedenis
Het station werd in 1879 geopend. Tot 1921 reed de Tōkaidō-lijn via het station Inari, maar na de voltooiing van de Higashiyama-tunnel raakte deze route in onbruik. In 1935 werd er een nieuw station gebouwd.

## Stationsomgeving
- Station Fukakusa aan de Keihan-lijn
- Fushimi-Inari-schrijn
- Daily Yamazaki
- Ryūkoku Universiteit, Fukakusa-campus

Kioto · Tōfukuji · Inari · JR Fujinomori · Momoyama · Rokujizō · Kohata · Ōbaku · Uji · JR Ogura · Shinden · Jōyō · Nagaike · Yamashiro-Aodani · Yamashiro-Taga · Tamamizu · Tanakura · Kamikoma · Kizu (Narayama · Nara)